# Gurun
Gurun (en malayo: Gurun) es una localidad de Malasia, en el estado de Kedah.
Se encuentra a 32 m sobre el nivel del mar. 

## Demografía
Según estimación 2010 contaba con 17063 habitantes.